# Список дипломатических миссий в Сахарской Арабской Демократической Республике

Карта дипломатических миссий в САДР:светло-зеленым — представительства не-резиденты, красным — бывшие посольства

Здесь представлен список дипломатических представительств, аккредитованных в Сахарской Арабской Демократической Республике, но расположенных в других соседних странах из-за фактического контроля лишь малых частей заявленных территорий, большинство из которых занято и оккупировано Марокко.

## Посольства не-резиденты

### Африка
- Лесото (Эль-Кувейт)[1]
- Нигерия (Алжир)[2][3]
- Малави Каир[4]
- Уганда (Триполи)[5]
- Эфиопия (Рим)[6][7]
- ЮАР (Алжир)[8]

### Северная Америка
- Мексика (Нью-Йорк)[9]
- Куба (Алжир)[10][11][12]
- Никарагуа (Нью-Йорк)[11]
- Сальвадор (Нью-Йорк)[13]

### Южная Америка
- Венесуэла (Алжир)[14]
- Эквадор (Нью-Йорк)[15]